# 104896 Schwanden
104896 Schwanden è un asteroide della fascia principale. Scoperto nel 2000, presenta un'orbita caratterizzata da un semiasse maggiore pari a 3,1276412 UA e da un'eccentricità di 0,0821458, inclinata di 19,22087° rispetto all'eclittica.